# Озерова, Вера Ивановна
Ве́ра Ива́новна О́зерова (25 мая 1924, Истра, Московская губ. − 1989) — советская волейболистка, игрок сборной СССР (1950—1955). чемпионка мира 1952, двукратная чемпионка Европы, 4-кратная чемпионка СССР. Нападающая. Заслуженный мастер спорта СССР (1952).

## Биография
Выступала за команды: 1945—1950 — СКИФ (Москва), 1951—1956 — «Динамо» (Москва). В составе «Динамо»: чемпионка СССР (1951, 1953—1955), серебряный призёр союзного первенства 1952, двукратный обладатель Кубка СССР (1951 и 1953).
В сборной СССР в официальных соревнованиях выступала в 1950—1955 годах. В её составе: чемпионка мира 1952, двукратная чемпионка Европы (1950 и 1951), серебряный призёр чемпионата Европы 1955.
После окончания спортивной карьеры работала тренером.
Скончалась в 1989 году.